# Желтоуздечный амазон
Желтоуздечный амазон (лат. Amazona xantholora) — птица семейства попугаевых.

## Внешний вид
Длина тела 26 см. Основная окраска зелёная с чёрным окаймлением. У самцов белый (кремовый) лоб, участок вокруг глаз красный. Голова голубая, уздечка жёлтая. Первостепенные маховые — синие. Кроющие крыльев и основание крайних перьев хвоста красные. Клюв жёлтый. Лапы коричневые. Радужка коричневая. У самок лоб сиренево-голубой, у некоторых можно заметить несколько белых перьев на лбу и несколько красных вокруг глаз. Первостепенные маховые — зелёные. Несколько, или все, первостепенных кроющих крыла могут быть красными.

## Ареал
Обитает в Мексике на полуострове Юкатан.

## Образ жизни
Населяет невысокие мангровые заросли, лиственные леса, дождевые леса и открытые местности. Во многих частях ареала, особенно в засушливых регионах, ведут кочевой образ жизни. Активны по утрам и со второй половины дня до вечера. Питаются семенами и плодами деревьев, пальм и кустарников, почками и цветками. Залетая на поля и плантации, кормятся также кукурузой и плодами цитрусовых. Летают на кормёжку собираясь в небольшие стаи, до 50 птиц. Места питания, особенно сезонные, часто значительно удалены от мест ночлега. На ночлег собираются в большие стаи, до 1500 попугаев.

## Размножение
Гнездятся в дуплах деревьев. Брачный период приходится на март. В кладке от 4 до 5 яиц, период инкубации составляет 26 дней. Птенцы покидают гнездо в возрасте 50 дней.